# ياسمين أهلك
هي ممثلة وكاتبة هولندية من أصل صومالي.

## النشأة
وُلدت ياسمين أهلك في مقديشيو عاصمة الصومال، عام1967 ، كان ياسمين تنتمي إلى أسرة ميسورة ، حيث كان والدها يعمل جنرالًا بالجيش الصومالي، ولكنه قتل عام 1977 ، وهي ماتزال طفلة. ومن الناحية التعليمية، فقد ارتادت ياسمين مدرسة محلية خاصة، حيث تعلمت الإيطالية والإنجليزية. وعندما بلغت ياسمين سن الرابعة عشر، انتقلت للعيش مع أقارب والدتها في المملكة العربية السعودية، ثم انتقلت بعد ذلك إلى بلجيكا، ثم هولندا عام 1987. وفي أمستردام، التحقت ياسمين بمدرسة للتمثيل، وفي تلك الأثناء قابلت زوجها الهولندي، الذي سترزق معه بإبنة. عادت ياسمين عام 2006، إلى بلدة هجريسا بشمال غرب الصومال، لكي تشارك في فيلم وثائقي عن طفولتها. تعتنق ياسمين الإسلام. وتتحدث إلى جانب اللغة الصومالية، اللغات الإنجليزية، الإيطالية، والهولندية.

## حياتها المهنية
بدأت ياسمين مهنتها التمثيلية في أواخر الثمانينيات، في أمستردام، حيث قامت بالتمثيل مع فرقة مسرحة  ( De Trust ) ، كما قامت بتأدية دور « جريتشين » ، مع الممثل  ( Jaap Spijkers ) ،  في مسرحية فاوست، للمؤلف النمساوي ( Gustav Ernst ) ، التي انتجها المسرح عام 1995، وحظيت المسرحية بإستقبال جيد. عملت ياسمين لعدة سنوات كممثلة، مع المخرج الهولندي ( Theu Boermans ) ، كما أُتيحت لها الفرصة للعمل مع عدد كبير من الفنانين على مدار مسيرتها، وقامت ببطولة برنامجها التلفزيوني الخاص.  
في عام 1998، كتبت ياسمين، أولى رواياتها، « فتاة أسمها آديل » ، والتي نجحت نجاحًا نقديًا كبيرًا، فتبعت ذلك بروايتها الثانية عام 2001 « الجنرال ذي الأصابع الستة » ، كانت هذه الرواية أساسًا لروايتها الثالثة، التي نُشرت عام 2004 تحت عنوان « الغرفة الزرقاء » ، بعد ذلك بعامين، نشرت ياسمين كتابًا ضم مجموعة من المقالات، تتحدث عن حياتها ومعتقداتها، وتعاملها مع الثقافة الهولندية،  تحت عنوان « منفية، ولكن مازلت بالوطن » ، وفي عام 2010 ، نشرت روايتها الرابعة، بعنوان « تاريخ تتوارثه الأجيال » ، المستوحاة من رحلة عودتها إلى الصومال عام 2006 ،  والتي نجحت نجاحًا كبيرًا، وصدرت منها عدة طبعات، بعد الطبعة الأولى.
بالإضافة إلى كل ما سبق، كتبت ياسمين، قصة قصيرة بعنوان « هومل » ، لصالح شركة ( MatchBoox ) ، للكتب الفنية، وقامت الكاتبة، والفنانة، وصانعة الأفلام الهولندية ( Marion Bloem ) ، بكتابة شروحات للقصة ، علاوة على ذلك، فقد كتبت ياسمين لصالح شركة ( Volkskrant ) ، وهي واحدة من كبُرى الصحف الهولندية الرائدة.
إلى جانب الكتابة والتمثيل، تنشط ياسمين كذلك في العمل الإسلامي، حيث أنها عضو في منظمة مرحبا ( Marhaba Organisation ) ، وهي منظمة ثقافية واجتماعية إسلامية، تهدف إلى تقوية الروابط بين المجتمعات المحلية، كما أنها عضو في في المبادرة الإسلامة للمرأة من أجل المساواة والقيم ( WISE ) ، وهو برنامج عالمي، وشبكة مجتمعية، وحركة عدالة اجتماعيية شعبية تقودها نساء مسلمات، فضلًا عن ذلك، فهي أيضًا عضو في مبادرة قادة المسلمين في المستقبل ، التابعة للجمعية الأمريكية للتقدم الإسلامي، علاوة على ذلك، فهي عضو في فريق الخبراء العالمي للمحللين المحترفين، والتي يشمل نطاق اخصاصها، مجال الإعلام وحقوق المرأة، في كل من شمال أفريقيا، والشرق الأوسط.

## أهم أعمالها
فتاة أسمها آديل Idil, een meisje) ،1998 )
الجنرال ذي الأصابع الستة  De generaal met de zes vingers) ), 2001 )
الغرفة الزرقاء De blauwe kamer) ، 2004 )
منفية ولكن مازلت في الوطن Ontheemd en toch thuis) ، 2006 )
تاريخ تتوارثه الأجيال Een nagelaten verhaal) ، 2010 )